# James Hall Museum of Transport
Das James Hall Museum of Transport, abgekürzt JHMT, ist ein technikgeschichtliches Museen in Johannesburg. Die Sammlung ist die größte und umfassendste für Landtransportmittel in Südafrika. Das Museum wurde von Late Jimmie Hall zusammen mit der Stadt Johannesburg aufgebaut und im Februar 1964 eröffnet.

## Ausstellung

### Fuhrwerke
Das Museum stellt Fuhrwerke aus dem Zeitraum von 1870 bis 1910 aus. Dazu gehören Cape Carts (deutsch „Kap Wagen“), zweirädrige Kutschen, die speziell für den Einsatz auf den südafrikanischen Straßen geeignet waren; weiterhin auch Leiterwagen, Leichenwagen, Postkutschen und Ochsenwagen.

### Fahrräder und Motorfahrräder
Es werden Fahrräder und Motorfahrräder aus dem Zeitraum 1786 bis 1960 ausgestellt. Die Sammlung schließt dabei Motorroller und Hochräder mit ein. Bei den Motorrädern sind alle bekannten Marken, besonders die englischen, vertreten. Es ist auch eine seltene NSU The Imp aus dem Jahre 1909 zu sehen.

### Omnibusse und Reisebusse
Die Sammlung enthält mehrere Doppeldeckerbusse, die früher in Kapstadt, Johannesburg und Durban eingesetzt waren. Es sind Fahrzeuge der Firmen Daimler, AEC und Guy zu finden. Ein Doppeldeckerbus aus London ist betriebsfähig erhalten und wird für Rundfahrten eingesetzt. Ferner ist ein zur fahrenden Weihnachtskrippe umgebauter einstöckiger Bus zu sehen.

### Feuerwehrautos und Feuerwehrtechnik

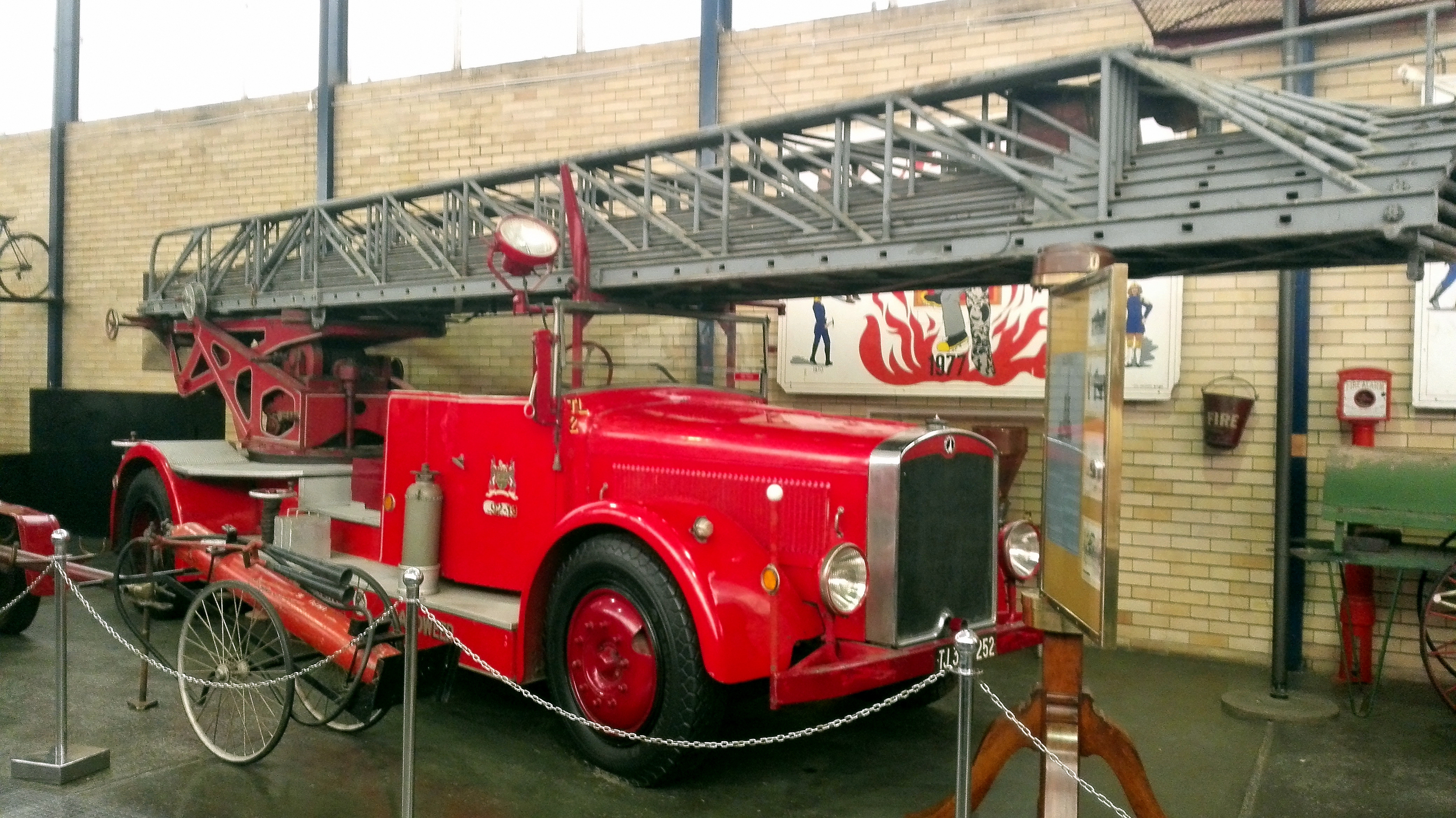
Magirus-Deutz-Drehleiter der Stadt Johannesburg, Baujahr 1939

Ein Teil des Museums ist der Feuerwehrtechnik gewidmet und zeigt Exponate aus dem Zeitraum 1877 bis 1960. Neben Sprungtüchern, Eimern, Schläuchen, Handpumpen und Feuerlöschern ist eine alte Brandmeldezentrale der Feuerwehr Johannesburg ausgestellt. An Fahrzeugen sind Drehleitern der Hersteller Dennis, Magirus-Deutz, Morris Magirus, Leyland, Merryweather und Ford zu sehen.

### Motorfahrzeuge
Die Sammlung von PKW umfasst die Periode 1900 bis 1980. Es sind alle gängigen Automobilhersteller vertreten. Das älteste Modell ist ein Clément-Panhard von 1900. Neben kraftstoffbetriebenen Autos sind auch zwei Elektroautos und ein Auto mit Holzvergaser ausgestellt.

### Dampfbetriebene Fahrzeuge

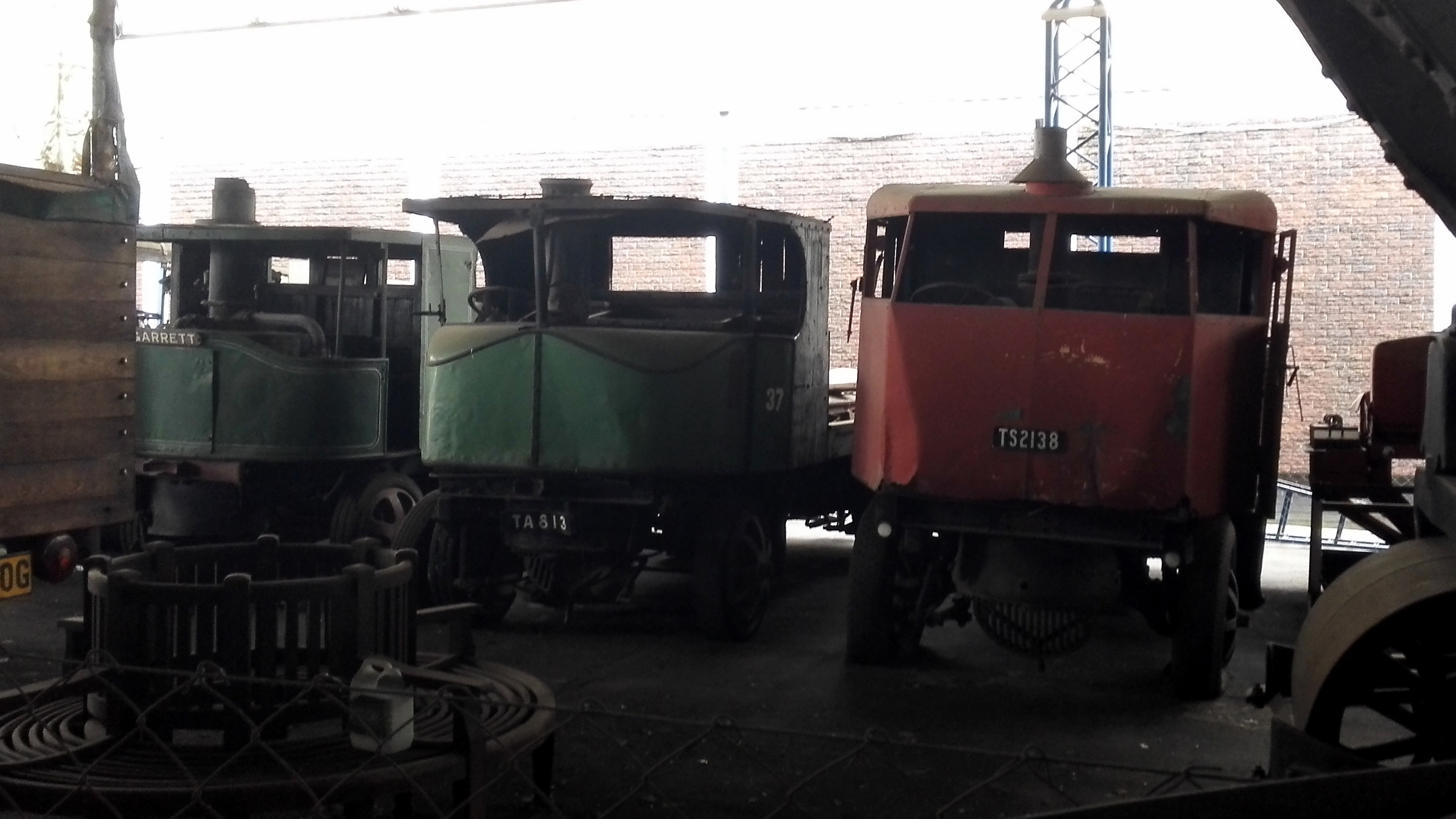
Blick in die Sentinel-Sammlung

Als Spezialität hat das Museum eine größere Sammlung von dampfbetriebenen Fahrzeugen. Neben Dampfwalze und Traktor gibt es mehrere dampfbetriebene Lastkraftwagen – oft auch Sentinel genannt – einen Omnibus und einen Kran zu sehen. Ein Teil der Fahrzeuge befindet sich im betriebsfähigen Zustand.

### Straßenbahnen und Oberleitungsbusse
Das Museum zeigt Straßenbahnen und Oberleitungsbusse aus den Jahren 1896 bis 1986. Die meisten Fahrzeuge sind Doppelstöcker und verkehrten in Johannesburg oder Pretoria. Es ist aber auch ein Oberleitungsbus aus Durban zu sehen.